# 247 Eukrate
247 Eukrate eller 1947 TA är en asteroid i huvudbältet som upptäcktes den 14 mars 1885 av den tyske astronomen Robert Luther. Den fick namn efter Eukrate, en av nereiderna i den grekiska mytologin.
Eukrates senaste periheliepassage skedde den 2 mars 2020.[Uppdatering behövs] Dess rotationstid har beräknats till 12,09 timmar.